# Casa Rose Pauson

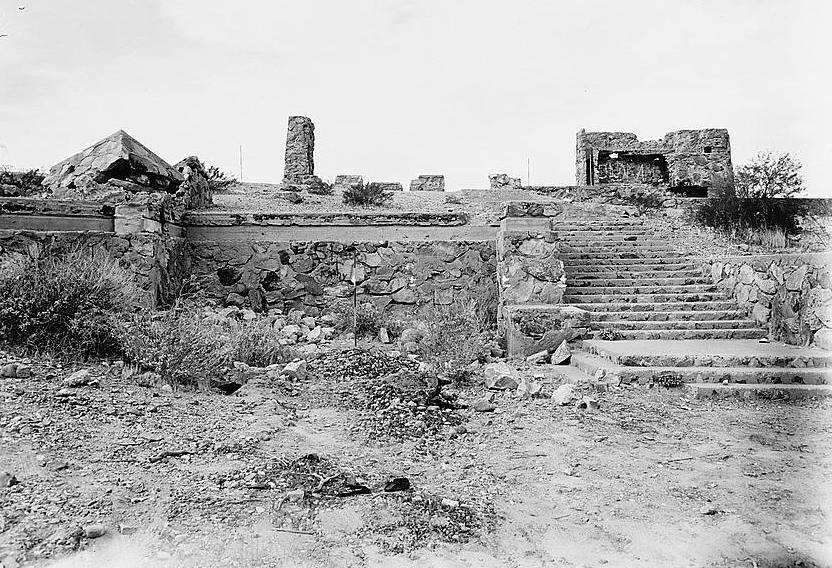
Ruinas de la Casa Rose Pauson, 1979

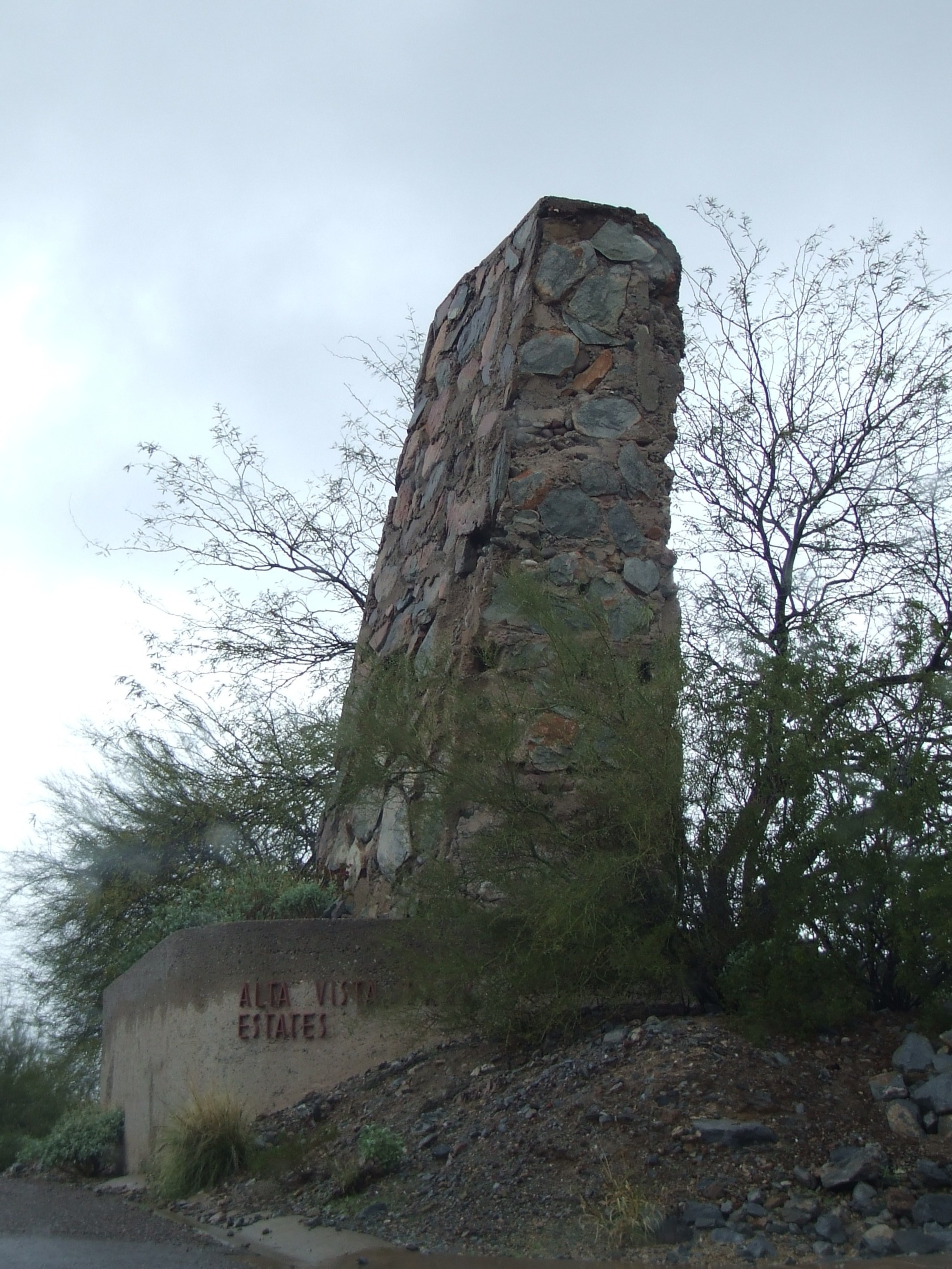
El hito conocido como Shiprock, 2010

La Casa Rose Pauson en Phoenix, Arizona, fue diseñada por Frank Lloyd Wright en 1939 y se construyó entre 1940 y 1942.
En 1943 la casa se quema cuando una ascua de la chimenea quema una cortina cercana. Todo lo que quedó fueron las ruinas de la fundación y paredes. Las ruinas se convirtieron en un hito local conocido como "Shiprock" debido a su prominente forma y ubicación. El edificio estuvo localizado en un montículo en la actual Calle 32 de Phoenix.
Los planes para remover las ruinas, con tal de extender la Calle 32 a través del sitio, creó una protesta pública. La carretera fue extendida, pero solo después que las protestas redundaron en la pérdida de los fondos federales para el proyecto. Los restos de la chimenea trasera fueron traslados en 1979 como un monumento permanente que marca el acceso a la subdivisión conocida como Alta Vista, producto de la extensión de la Calle 32.